# Hugo Villanueva
Hugo Villanueva (9. dubna 1939, Santiago de Chile – 23. června 2024) byl chilský fotbalista, levý obránce.

## Klubová kariéra
Hrál  chilskou ligu za Club Universidad de Chile, nastoupil ve 133 ligových utkáních a s týmem získal pět mistrovských titulů. Kariéru zakončil týmu UES San Salvador. V Poháru osvoboditelů nastoupil v 11 utkáních. Za reprezentaci Chile nastoupil v letech 1964–1967 ve 21 reprezentačních utkáních. Reprezentoval Chile na Mistrovství světa ve fotbale 1966 v Anglii, nastoupil ve všech 3 utkáních.

## Ligová bilance
| Ročník                               | Zápasy | Góly | Klub                      |
| ------------------------------------ | ------ | ---- | ------------------------- |
| Primera División (Chile) 1959        | 2      | 0    | Club Universidad de Chile |
| Primera División (Chile) 1960        | 14     | 0    | Club Universidad de Chile |
| Primera División (Chile) 1961        | 3      | 0    | Club Universidad de Chile |
| Primera División (Chile) 1962        | 8      | 0    | Club Universidad de Chile |
| Primera División (Chile) 1963        | 12     | 0    | Club Universidad de Chile |
| Primera División (Chile) 1964        | 26     | 0    | Club Universidad de Chile |
| Primera División (Chile) 1965        | 19     | 0    | Club Universidad de Chile |
| Primera División (Chile) 1966        | 21     | 0    | Club Universidad de Chile |
| Primera División (Chile) 1967        | 28     | 0    | Club Universidad de Chile |
| Salvadorská fotbalová liga 1967/1968 | -      | -    | UES San Salvador          |
| Salvadorská fotbalová liga 1968/1969 | -      | -    | UES San Salvador          |
| CELKEM Primera División (Chile)      | 133    | 0    |                           |